# Gunnarella
Gunnarella es un género de orquídeas originarias de Nueva Guinea y sudoeste del Pacífico. Contiene nueve especies.

## Taxonomía
El género fue descrito por Karlheinz Senghas y publicado en Die Orchideen 39(2): 71. 1988.

## Especies
- Gunnarella aymardii (N.Hallé) Senghas, Orchidee (Hamburg) 39: 73 (1988).
- Gunnarella begaudii (N.Hallé) Senghas, Orchidee (Hamburg) 39: 73 (1988).
- Gunnarella brigittae (N.Hallé) Senghas, Orchidee (Hamburg) 39: 73 (1988).
- Gunnarella carinata (J.J.Sm.) Senghas, Orchidee (Hamburg) 39: 73 (1988).
- Gunnarella florenciae (N.Hallé) Senghas, Orchidee (Hamburg) 39: 73 (1988).
- Gunnarella gracilis (Schltr.) Senghas, Orchidee (Hamburg) 39: 73 (1988).
- Gunnarella nambana B.A.Lewis, Kew Bull. 47: 687 (1992).
- Gunnarella neocaledonica (Rendle) Senghas, Orchidee (Hamburg) 39: 73 (1988).
- Gunnarella robertsii (Schltr.) Senghas, Orchidee (Hamburg) 39: 73 (1988).